# Insurgencia iraquí (2011-2013)
La insurgencia iraquí posterior al retiro de las tropas estadounidenses data desde el año 2011 hasta 2013 y fue inicialmente una respuesta por parte de grupos iraquíes hacia Estados Unidos por la ocupación de Irak en el 2003. Esta insurgencia ha resurgido desde el retiro de las tropas estadounidenses de Irak en diciembre de 2011, resultando en un conflicto violento con el gobierno central, así también como en violencia sectaria entre los grupos religiosos de Irak.
Desde el retiro de las tropas, los niveles de violencia han ido aumentando, como los grupos militares suníes han incrementado sus ataques contra la mayoría de la población chiita para socavar la confianza en el gobierno liderado por Nuri al Maliki y sus esfuerzos para proteger a las personas que ellos dicen no cuentan con el apoyo estadounidense. Los grupos armados en Irak han servido de apoyo durante la guerra civil siria para y en contra del régimen de Bashar Al-Asad.
Según el sitio iCasualties la guerra continúa incluso con la denominada guerra contra el Estado Islámico debido a que en su lista de bajas estadounidenses se le ha sumado desde la invasión de Irak de 2003 un total de 4908 soldados de la coalición muertos y un total de 4584 soldados estadounidenses caídos en combate. Para el final de la guerra de Irak en 2011, un total 4490 estadounidenses murieron y un total de 4808 soldados de la coalición cayeron. Pero al ver lo que afirman las cifras del sitio, pareciera que la guerra aún continúa desde 2003. Pero lo cierto es que la guerra terminó en 2011 con la retirada de las tropas de la coalición y la guerra sectaria comenzó a fines de 2011 con la retirada de las fuerzas de ocupación extranjeras. 

## Cronología

### 2011
- 15 de diciembre – Una ceremonia Marcial se lleva a cabo en Bagdad, estableciendo formalmente el fin de la misión de Estados Unidos en Irak. Esto cesó la participación americana directa en la guerra.[18][19][20]
- 18 de diciembre – Los últimos 500 soldados estadounidenses se fueron de Irak bajo estricto secreto en la madrugada del 18 de diciembre de 2011, poniendo fin a la presencia militar de Estados Unidos en Irak después de casi nueve años.[21][22][23][24][25]

- 22 de diciembre – Por lo menos 72 personas murieron y más de 170 resultaron heridas en una serie de bombardeos en la capital de Bagdad, mientras otras 9 murieron en varios ataques en in Baquba, Mosul y Kirkuk.

### 2012

#### Enero - junio
- 5 de enero – Una serie de atentados tuvieron lugar en Bagdad y Nasiriya, matando a 73 personas y dejando 149 heridos. Los bombardeos en la ciudad meridional Iraquí estaban dirigidos a una multitud de musulmanes chiitas y mató al menos a 44, e hiriendo a más de 80. Éste fue el primer gran atentado en Nasiriya, ya que un ataque suicida en contra de una base militar italiana ya había matado a 28 personas en noviembre de 2003, incluyendo a 19 italianos. El grupo terrorista Estado Islámico se atribuyó la responsabilidad de los atentados.
- 14 de enero – Un atacante suicida detonó sus explosivos en medio de una multitud de peregrinos chiitas en Basora, matando a 53 y lastimando a 141. Este fue el ataque más mortífero en la ciudad desde un atentado con coches bomba en abril de 2004, los cuales en ese entonces mataron al menos a 74 personas.
- 27 de enero – Un atacante suicida atacó un cortejo fúnebre en el barrio Zafaraniyah en Bagdad, matando a 32 e hiriendo a más de 70 personas.[15][15]
- 23 de febrero – Una serie de ataques a través de 15 ciudades iraquíes deja 83 muertos y más de 250 heridos. Estado Islámico se atribuyó la responsabilidad de los atentados dos días después.
- 5 de marzo – Un grupo de hombres armados y disfrazados con uniformes de tipo militar, llevando órdenes de arresto falsificadas mataron a 27 policías y luego izaron la bandera de batalla de Al Qaeda en un ataque temprano cuidadosamente planificado en la Gobernación de Ambar.[26]
- 20 de marzo – Una ola de ataques centrados en Bagdad y Kerbala mataron al menos a 52 y dejaron más de 250 heridos. Estado Islámico se atribuyó la responsabilidad de los ataques.[26]
- 19 de abril – Más de 20 bombas estallaron en todo Irak, matando al menos a 36 personas e hiriendo a casi 170.[27] Estado Islámico se atribuyó la responsabilidad de los ataques.[27]
- 4 de junio – Un atacante suicida mató a 26 personas e hirió a casi 200 en las oficinas de una fundación chiita en Bagdad, lo que desató temores de enfrentamientos sectarios en un momento de crisis política. El ataque en el centro de la capital fue seguido más tarde por una explosión cerca de una localidad religiosa Sunita, sin causar calamidades.[28]
- 13 de junio – Al menos 93 personas murieron y más de 300 resultaron heridas en una serie de ataques altamente coordinados en todo Irak. Estado Islámico se atribuyó la responsabilidad de los ataques.[29]

#### Julio - diciembre

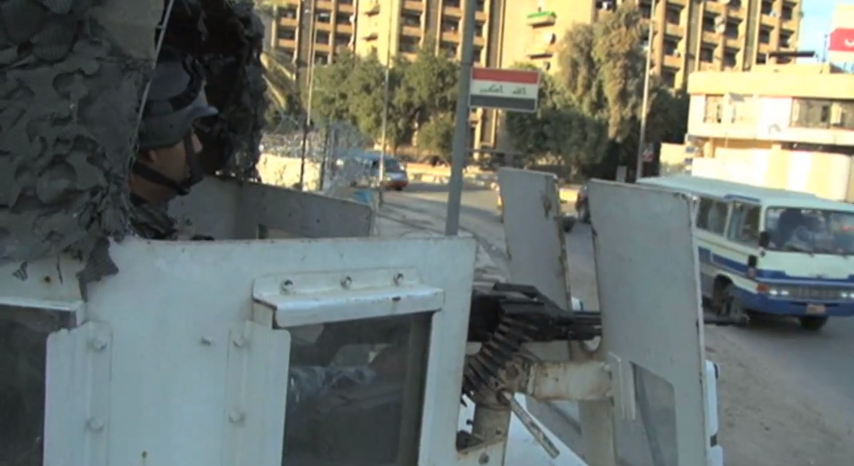
Soldados Iraquíes en Bagdad, 26 de diciembre de 2011

- 3 de julio – Explosiones en Diwaniya, Kerbala, Taji y Tuz Khormato mataron a 40 e hirieron a otros 122.[30]
- 22 de julio – Autos bombas mataron a 23 e hirieron a 74 en Bagdad, Mahmudiya y Nayaf.[31]
- 23 de julio – Ataques coordinados en todo Irak mataron a 116 y dejaron 299 heridos. Estado Islámico se atribuyó la responsabilidad de los ataques.[32]
- 31 de julio – Ataques en todo Irak mataron a 24 e hirieron a 61, la mayoría de ellos siendo atentados con coches bombas gemelos en Bagdad].[33]
- 13 de agosto – Al menos 128 personas murieron y más de 400 resultaron heridas en ataques coordinados en todo Irak, haciendo estos los ataques más letales en el país desde octubre de 2009, cuando 155 personas murieron en dos ataques con bombas cerca del Ministerio de Justicia en Bagdad.[34][35]
- 9 de septiembre – Una ola de ataques en todo el país mató al menos a 108 y dejó a más de 370 heridos.[36][37][38][39][40]
- 30 de septiembre - Se producen una serie de ataques en al menos 10 ciudades iraquíes, matando a 37 e hiriendo a más de 90, siendo la mayoría de ellos civiles.[41]
- 27 de octubre - Una Ola de ataques durante la fiesta de Eid al-Adha en Irak mataron al menos a 46 y dejaron 123 heridos. La mayoría de los incidentes se produjeron en Bagdad, Taji, Mosul yMuqdadiya.[42]
- 28 de octubre - Bombardeos con coches durante el último día del Eid al-Adha dejaron a 15 personas muertas y 33 heridas en Bagdad.[43]
- 6 de noviembre - un atentado con coches bomba frente a una base militar en Taji Mató a 31 personas e hirió al menos a otras 50, la mayoría de ellos soldados. La explosión se produjo cuando las tropas estaban saliendo de la base y los posibles reclutas hacían fila para posibles entrevistas de trabajo.[44][45]
- 14 de noviembre - Los insurgentes llevaron a cabo una serie de ataques en la Víspera del Año nuevo musulmán, matando a 29 e hiriendo a por lo menos 194. Los incidentes más mortíferos tuvieron lugar en Kirkuk e Hilla, donde al menos siete atentados mataron a 19 y dejaron 129 heridos. Otros ataques tuvieron lugar en Bagdad, Mosul, Kut, Fallujah y Baqubah.[46]
- 27 de noviembre - por lo menos 29 personas fueron asesinadas y otras 126 resultaron heridas en 8 explosiones de coches bombas a través de Irak.[47]
- 16–17 de diciembre - Dos días de ataques consecutivos en Irak del Norte y central mataron al menos a 111 y lastimaron a otros 299. Una parte significativa de las víctimas provinieron de una serie de explosiones en Kirkuk, Bagdad y Tuz Khormato, donde al menos 34 murieron y otros 154 resultaron heridos. Otros incidentes sucedieron en Mosul, Tarmiyah, Diwaniyah, Dujail, Tikrit y Baqubah, entre otros. La mayoría de los ataques aparentemente estaban dirigidos hacia Oficiales de policía y miembros del ejército iraquí.[48][49][50]

#### Inicio de las protestas sunitas
- Después de un periodo de calma, la renovada tensión política dentro de Irak resultaron en protestas renovadas, esta vez centradas alrededor de la minoría sunita del país.La principal causa de la agitación fue la disputa en curso entre el vicepresidente Tariq al-Hashimi y el primer ministro Al-Maliki, pero las relaciones tensas con las entidades autónomas kurdas añadieron tensión a la escena. El 23 de diciembre de 2012, varios miles de iraquíes marcharon en contra de al-Maliki, en respuesta a sus movimiento en contra de Al-Hashemi y otros influyentes líderes Sunitas.[51]

### 2013

#### Enero-junio
- 3 de enero - Un atentado con un coche bomba en la ciudad central iraquí de Musayyib mató a 28 peregrinos chiitas e hirió a otros 60 cuando regresaban de Karbala. En la capital de Bagdad, una bomba explotó cerca de un minibús, matando a 4 peregrinos y dejando 15 heridos.[52][53]
- 15–16 de enero - Un atacante suicida mató a una prominente figura sunita y a otras seis personas en Faluya el 15 de enero, dos días después de que el ministro de Finanzas Rafi al-Issawi sobrevivió a un intento de asesinato en esa misma ciudad. El parlamentario, Ayfan Sadoun al-Essawi, fue un importante miembro del comité de Hijos de Irak en Faluya y parte de la oposición al primer ministro Nuri al Maliki.[54] El 16 de enero, un atacante suicida detonó un camión lleno de explosivos junto a la sede del Partido Democrático de Kurdistán en Kirkuk, matando a 26 y dejando 204 heridos. Un ataque similar contra otra oficina Kurda en Tuz Khormato mató a 5 e hirió a 40. Bombardeos en carreteras y tiroteos en otras áreas, Incluyendo Bagdad, Tikrit y Baji, dejaron al menos 24 muertos y 44 heridos.[55][56]
- 22–23 de enero - Una ola de ataques en Bagdad y sus alrededores mató al menos a 26 y dejó 58 heridos el 22 de enero. Bombardeos y tiroteos tuvieron lugar en la capital, así como en Taji y Mahmoudiyah.[57] Al día siguiente, un atacante suicida se inmoló durante el funeral de un familiar de un político en la ciudad de Tuz Khormato, matando a 42 y dejando a otros 75 heridos. Otros ataques en centro y norte de Irak mataron a 7 personas e hirieron a otras 8.[58][59]
- 25 de enero - Las continuas protestas por los musulmanes sunitas en Irak en contra del gobierno del primer ministro Nuri al Maliki resultaron mortales enFalluyah, después que los soldados abrieron fuego contra la multitud de manifestantes que lanzaban piedras, matando a 7 personas e hiriendo a otras 70. Tres soldados más tarde fueron asesinados a tiros en represalia por el incidente y se produjeron enfrentamientos en Askari, en las afueras del este de Falluyah. Las fuerzas de seguridad fueron puestas en estado de alerta como un toque de queda y la prohibición de vehículos fue puesta en práctica. en un comunicado, Maliki instó a ambas partes a mostrar moderación y culpó del incidente a los manifestantes revoltosos. También advirtió de que podría haber "una subida en la tensión de la que Al-Qaeda y los grupos terroristas están tratando de tomar ventaja".[60][61]
- 3 de febrero - Un atacante suicida detonó su vehículo cerca de la sede de la policía provincial de Kirkuk, matando al menos a 36 e hiriendo a otras 105. Entre los heridos estaba el mayor general Jamal Tahir, jefe de la policía de la ciudad, quien ya había sobrevivido a un ataque anterior en casi el mismo lugar 2 años antes. Tres atacantes adicionales fueron asesinados después de la explosión inicial, en un intento de lanzar granadas contra las fuerzas de seguridad. Varios oficiales que sobrevivieron al ataque informaron que el primer atacante conducía un coche de policía y que llevaba uniforme. Cuando los guardias en la puerta lo detuvo para pedir su identificación, este detonó sus explosivos.[62][63]
- 4 de marzo - Hombres armados no identificados emboscaron un Convoy del ejército sirio escoltado por soldados iraquíes en la Emboscada de Akashat, matando a 48 sirios y a 13 iraquíes. El asalto tuvo lugar cerca de la frontera desértica entre las dos naciones en la Gobernación de Ambar. las autoridades sospecharon que el Ejército Iraquí libre, el Frente Al-Nusra o Al Qaeda podrían haber estado detrás del ataque.[64] Una semana después, el 11 de marzo, Estado Islámico se atribuyó la responsabilidad del ataque, diciendo que habían "aniquilado" una "columna del ejército safavid", una referencia a la dinastía chiita persa que gobernó Irán desde 1501 hasta 1736. El grupo también afirmó que la presencia de soldados sirios en Irak mostró "la cooperación firme" entre los gobiernos Sirio e Iraquí.[65]
- 19 de marzo - una serie de ataques coordinados en la capital de Bagdad y varias ciudades importantes en el norte y centro del país mataron a por lo menos 98 personas y dejaron a otros 240 heridos. La ola de violencia fue dirigida sobre todo contra civiles chiitas y tuvo lugar en el décimo aniversario del comienzo de la querrá de Irak. Más tarde, Estado Islámico se atribuyó la responsabilidad del ataque.[66]
- 1 de abril - Una bomba cisterna explotó en la sede de la policía de Tikrit, matando a por lo menos 42 personas e hiriendo a otras 67. Los insurgentes atacaron un campo petrolero ceca de Akaz en una remota parte de la Gobernación de Ambar, matando a 2 ingenieros y secuestrando a un tercero. Otros ataques en todo el país dejaron a un guardia de la cárcel de Mosul muerto y a otros 11 heridos, entre ellos el alcalde de Tuz Khormato y por lo menos a 4 periodistas, que fueron apuñalados por asaltantes desconocidos en una serie de ataques contra las instalaciones de medios en la capital de Bagdad.[67]
- 6 de abril - Un atacante suicida mató a 22 e hirió a 55 en un mitin político de un candidato sunita local en Baquba. Otros ataques en todo el país mataron a 7 e hirieron a 9, en su mayoría miembros de las fuerzas de seguridad.[68]
- 15 de abril - una serie de ataques coordinados a través de más de 20 ciudades mataron al menos a 75 personas y dejó a más de 350 heridos apenas unos días antes de las elecciones provinciales.[69]
- 23–26 de abril - El 23 de abril, las unidades del ejército iraquí se movieron contra un campamento establecido por los manifestantes en Hawija, el oeste de la ciudad de Kirkuk, lo que provocó enfrentamientos mortales y ataques de represalia en todo el país.[70] Según oficiales del ejército, la operación estaba dirigida a los militantes Sunitas del ejército de Naqshbandi, según informes, que han participado en las protestas. Un total de 42 personas murieron y 153 resultaron heridos, la mayoría de ellos manifestantes - Sólo 3 soldados fueron confirmados muertos y otros 7 heridos.[70][71] El incidente provocó una serie de ataques de venganza, que pronto se extendió en gran parte del país. El ministro de Educación Mohammed Tamim dimitió de su cargo en respuesta a la operación del ejército, y fue seguido más tarde por el ministro de Ciencia y Tecnología Abd al-Karim al-Samarrai.[70] Los Insurgentes del Ejército de Naqshbandi capturados del pueblo de Sulaiman Bek, a unos 170 km al norte de Bagdad, después de intensos combates con las fuerzas de seguridad el 25 de abril, sólo para ceder el control de la misma al día siguiente, mientras escapaban con armas y vehículos. Más de 340 personas murieron y otras 600 resultaron heridas durante los 4 días que la violencia incrementó, mientras los ataques continuaron a un ritmo más acelerado que antes en ese mismo año.[72][73][74][75] El 3 de mayo, la misión de las Naciones Unidas en Irak dio a conocer cifras, que muestran que más personas murieron en ataques violentos en abril que en cualquier otro mes desde junio de 2008. Según las cifras, al menos 712 personas murieron en abril, incluyendo a 117 miembros de las fuerzas de seguridad.[76]
- 15–21 de mayo - En la última ronda de violencia, una serie de atentados mortales y tiroteos golpeó el centro y el norte de Irak, con algunos incidentes que ocurrieron en las ciudades del sur y del oeste. La semana de los ataques murieron al menos 449 personas y otras 732 resultaron heridas en una de las epidemias de violencia más mortales en años.[77][78][79][80][81][82][83]

- 20 de mayo - El gobierno iraquí lanza la operación al-Shabah, con el objetivo declarado de la ruptura de contacto entre al-Qaeda en Irak y el frente al-Nusra sirio, al limpiar el área de Syria con Jordania de militantes.[84]

- 27 de mayo - Una serie de ataques coordinados tuvieron lugar en Bagdad, matando a 71 personas e hiriendo a más de 220.[85]

- 10 de junio - Una serie de atentados con bombas y tiroteos golpeó el centro y el norte de Irak, matando al menos a 94 personas e hiriendo a otros 300.[86]

- 16 de junio - Una serie de ataques mortales en Irak mató al menos a 54 personas e hirió a más de 170, con la mayoría de los atentados producidos al sur del país.[87]

#### Julio - diciembre
- 21 de septiembre - Una serie de atentados con coches bomba y suicidas golpeó a un funeral en el barrio de mayormente chiita de Sadr City, el capital de Irak, Bagdad. Los ataques dejaron al menos 78 muertos y más de 20 heridos. Una serie de incidentes menores se produjo en el norte del país y las regiones centrales.[88]

- 1 de noviembre - Los ataques y otros actos de violencia en todo Irak mataron a 979 en octubre, dijo la ONU el viernes, dejaron una cuenta mensual de muertes igual a la de septiembre, de acuerdo a su reporte. de esa cifra, 852 eran civiles, mientras que 127 eran soldados iraquíes y miembros de las fuerzas policíacas. también, la ONU dijo que 1902 iraquíes resultaron heridos en ataques en todo el país el mes pasado - una caída de más de 200 a partir de septiembre, cuando 2133 iraquíes resultaron heridos. Bagdad fue la provincia más afecada, con 411 muertos y 925 heridos. Fue seguido por la volátil provincia de Nínive, donde 188 personas murieron y 294 resultaron heridas.[89]

- 1 de diciembre - El ministro de salud de Irak y el ministro de defensa de Irak dijo que 948 personas, entre ellos 852 civiles, 53 policías y 43 soldados, han muerto en ataques violentos en todo el país, de acuerdo a cifras en noviembre. Esto hace de noviembre uno de los meses más mortales en 2013, incluyendo a civiles.[90]

- 3 de diciembre - Al menos 948 personas murieron en ataques violentos en todo Irak durante el mes de noviembre.[91][92]

- 4 de diciembre - Dos personas murieron y otras 770 resultaron heridas debido a un enfrentamiento entre fuerzas de seguridad y asaltantes que intentaron capturar el edificio de inteligencia en la Gobernación de Kirkuk. mientras tanto, un coche bomba fue detonado por las fuerzas de seguridad en la parte delantera del edificio de inteligencia. Cinco asaltantes intentaron evitar la asistencia de las fuerzas de seguridad e hirieron a 4 conductores de ambulancias.[93]

- 8 de diciembre - Coches bomba mataron al menos a 39 personas en Irak el domingo e hirieron a más de 120, destinado principalmente a las calles comerciales ocupadas en y alrededor de la capital, informaron fuentes policiales.[94]

- 9 de diciembre - El más mortífero de los atentados del lunes se llevó a cabo a fuera de un café en la localidad de Buhriz, a unos 60 kilómetros al norte de la capital, Bagdad, matando a 12 personas e hiriendo a 24, dijo la policía. tres atentados más en todo el país mataron a una cifra adicional de 6 personas. Una bomba dirigida a una patrulla del ejército al sur de la capital, mató a un soldado iraquí e hirió a otros dos, mientras que en el distrito oriental de Basmaya, una bomba en un mercado al aire libre mató a tres personas e hirió a siete, dijo la policía. En un pueblo justo al norte de Bagdad, tres policías murieron y 10 resultaron heridos cuando explotó un coche bomba cerca de su punto de vigilancia. y en los suburbios del sudoeste de Bagdad, una bomba golpeó un vehículo que transportaba a los combatientes sunitas contra al-Qaeda, matando a dos e hiriendo a tres policías, dijeron funcionarios del hospital.[95]

- 10 de diciembre - Por lo menos 18 personas han muerto en dos ataques mortales, incluyendo un atentado con una bomba y un tiroteo, en la gobernación de Diyala. el ataque más mortífero tuvo lugar el martes en Baquba, donde una explosión dejó once personas muertas. Los reportes dicen que la explosión también dejó 19 personas heridas.[96][97]

- A principios de ese mes, los ministerios de salud y defensa del país dijeron que 948 personas, incluyendo a 852 civiles, 53 policías y 43 soldados, fueron asesinados en ataques violentos en todo el país árabe en noviembre. Otras 1349 personas resultaron heridas debido a los ataques. Estas cifras hacen de noviembre uno de los meses más mortíferos en 2013, con los civiles comprendiendo el 90 por ciento de las fatalidades.[96]

- 14 de diciembre - Al menos 17 personas, la mayoría musulmanes chiitas, fueron asesinadas en una serie de bombardeos y tiroteos en Irak el 14 de diciembre antes de un importante ritual chiita, según fuentes médicas y policiales. la policía y los médicos dijeron que el más mortífero de los ataques ocurrió en el principal distrito chiita de Bagdad, Bayaa cuando un coche bomba explotó cerca de un grupo de peregrinos chiitas, matando a siete personas e hiriendo a por lo menos 16. Adicionalmente, la policía también reportó que tres personas fueron asesinadas y 10 resultaron heridas en un distrito chiita en las afueras del sureste de Bagdad, cuando una bomba explotó en un mercado de vegetales, mientras que en el distrito de Husseiniya, una bomba dentro de un restaurante mató a dos personas e hirió a otras cinco.[98]

- 15 de diciembre - La policía informó que siete personas, incluyendo cinco miembros de la familia, murieron en ataques separados en Irak. Una fuente de policía provincial también reportó que antes en ese día, un empleado del gobierno, su esposa y tres de sus hijos fueron asesinados cuando unas bombas plantadas en su hogar explotaron en la ciudad de Saadiyah, a algunos 120 kilómetros al noreste de la capital Iraquí de Bagdad. La fuente provincial también dijo que, en un incidente separado, un miembro de un grupo paramilitar respaldado por el gobierno de Sahwa fue asesinado a tiros en una villa cerca de la Gobernación de Diyala, a unos 65 kilómetros al noreste de Bagdad.[99]

- 16 de diciembre - De acuerdo a los oficiales de policía, los militares detonaron un coche bomba en la sede del ayuntamiento de Tikrit y luego ocuparon el edificio. los oficiales dijeron que un número desconocido de empleados seguían dentro del edificio al momento de la explosión, mientras un número de fatalidades seguía sin ser determinado.[100] Las fuerzas de seguridad iraquíes rodearon el edificio y liberaron a 40 personas que estaban retenidas dentro, de acuerdo a Sabah Noori, portavoz del servicio contra el terrorismo. Mientras tanto, un miembro de la policía y un doctor dijeron que un miembro del consejo de la ciudad, así como dos policías murieron en el incidente. en los enfrentamientos que ocurrieron más tarde entre los militantes y las fuerzas de seguridad iraquíes, tres policías perdieron sus vidas mientras otros tres militantes también murieron. en un incidente separado, hombres armados mataron a tres soldados que resguardaban una fuente petrolera cerca de Tikrit. en otro incidente mortal en lunes, militantes asesinaron a 12 personas en un autobús en la ciudad de Mosul, en el norte de Irak. También en lunes, cinco coches bombas y una "bomba pegajosa" magnética circularon en la capital iraquí, dejando al menos a 17 muertos y 40 heridos.[101][102]

- 17 de diciembre - Oficiales de seguridad iraquíes reportaron que los militantes mataron por lo menos a ocho peregrinos chiitas en la Gobernación de Bagdad. Un atacante suicida detono explosivos entre los peregrinos que caminaban al sur de Bagdad, matando a 4, mientras los militantes en un carro arrojaron una granada de mano a los peregrinos en la capital, matando por lo menos a otros cuatro. los dos ataques también hirieron por lo menos a otras 27 personas.[103]

- 18 de diciembre - Un atacante suicida detonó un cinturón de explosivos entre peregrinos chiitas mientras estos caminaban al noreste de la capital iraquí, en uno de varios ataques que mataron un total de nueve personas el miércoles, reportaron oficiales. el atacante atacó en la zona de Khales, matando a 5 personas e hiriendo a 10, dijeron el coronel de la policía y un doctor. El coronel dijo que uno de los muertos fue un policía encargado de la vigilancia de los peregrinos, quienes abrazaron al suicida justo antes del ataque en un intento de proteger a los demás de la explosión.[104][105]

- 19 de diciembre - Tres atacantes suicidas detonaron cinturones explosivos entre peregrinos chiitas en Irak el jueves, matando a por lo menos 36 personas, mientras los militantes mataban a tiros a una familia de cinco, reportan oficiales. El ataque más mortífero golpeó el are de Dura al sur de Bagdad, donde un atacante se enfocó en peregrinos en una carpa donde se les estaba sirviendo comida y bebidas en su camino a la ciudad santa de Kerbala, matando a por lo menos 20 personas e hiriendo a por lo menos 40. entre los fallecidos de la explosión se encontraba Muhanad Mohammed, un periodista que había trabajado tanto para los medios de comunicación Iraquíes y extranjeros, según dijo uno de sus hijos.[106][107]

- 20 de diciembre - Dos bombardeos en un mercado iraquí y otro en un cementerio donde las personas enterraban a víctimas del primer ataque mataron a 11 personas el viernes, dijeron un policía y un doctor. los primeros dos ataques estaban dirigidos a un mercado de ganado en Tuz Khurmato, a 175 kilómetros al norte de Bagdad, matando a ocho personas e hiriendo a 25. mientras la gente se reunía en un cementerio para enterrar a las víctimas de los bombardeos del mercado, otra bomba cayó, matando a tres personas e hiriendo a 2.[108][109]

- 21 de diciembre -las autoridades dijeron que ataques al oeste de Irak y al sur de Bagdad mataron a seis personas - cuatro policías y dos peregrinos chiitas. Funcionarios de la policía dijeron que hombres armados en un coche en marcha abrieron fuego contra un puesto de control policial en la ciudad occidental de Faluya el sábado por la mañana, matando a cuatro policías, mientras que en la ciudad de Latifiyah, a 30 kilómetros al sur de Bagdad, un proyectil de mortero alcanzó a un grupo de peregrinos chiitas que se dirigían a los lugares santos de la ciudad de Karbala.[110] también, fuentes militares dijeron que al menos 15 oficiales militares iraquíes murieron en una emboscada el sábado en una provincia sunita musulmana. De acuerdo a las fuentes, varios oficiales de alto rango estaban entre los muertos en el ataque.[111][112]

- 23 de diciembre - El ejército Iiraquí atacó los campamentos que pertenecían a un grupo militante vinculado a al-Qaeda en la Gobernación de Ambar, destruyendo dos, dijo el ministro de defensa el lunes. Después de localizar los campamentos con aviones, las fuerzas iraquíes lanzaron "ataques exitosos...resultando en la destrucción de dos campamentos en un desierto en la Provincia de Ambar", dijo el portavoz Mohammed al-Askari en un comunicado. los asaltos vinieron después que cinco oficiales de alto rango, incluyendo un comandante divisional y otros 10 soldados fueran asesinados durante una operación en contra de los militantes en la mayoría sunita al oeste de la provincia de ámbar.[113]

- 25 de diciembre - Tres atentados por separado en Bagdad, Irak, dirigida a cristianos en una celebración de Navidad, mató a 38 personas e hirió a otros 70. Por lo menos 34 personas fueron asesinadas y otras 50 heridas en tres atentados en áreas cristianas de Bagdad el miércoles, incluyendo un coche bomba que explotó mientras los fieles salían de una misa de Navidad, dijeron la policía y los médicos. en otra parte de Irak, por lo menos 10 personas murieron en tres ataques que estaban dirigidos a la policía y a peregrinos chiitas, dijo la policía[114]

- 28 de diciembre - Doce personas murieron y 27 resultaron heridas en Irak en ataques violentos y en una operación de las fuerzas de seguridad para detener a un legislador sunita, dijo la policía. En un incidente, hasta cinco murieron y 17 resultaron heridas en un enfrentamiento entre las fuerzas de seguridad iraquíes y guardias de Ahmad al-Alwani, un miembro sunita del parlamento en el oeste de la Gobernación de Ambar.El incidente ocurrió cuando un ejército y una fuerza conjunta de Armas y Tácticas Especiales, apoyados por helicópteros, llevaron a cabo una redad antes del amanecer en la de Alwani en la ciudad provincial de Ramadi, a unos 110 Kilómetros al oeste de Bagdad. durante la operación, las tropas intercambiaron disparos con los guardias de Alwani que se resistieron al arresto y llamaron a la operación ilegal desde que los legisladores gozan de inmunidad en virtud de la constitución. "Los enfrentamientos provocaron la muerte de cinco personas, entre ellas el hermano de Alwani y un oldado, y las heridas a 13 guardias y cuatro soldados", dijo la fuente, agregando que Alwani y varios de sus guardaespaldas también fueron arrestados. Más adelante en el día, el ministro de Defensa de Irak dijo en un comunicado que las tropas fueron a casa de Alwani con una orden de arresto en contra de su hermano, que estaba entre los muertos, y arrestaron a Ahmad al-Alwani a pesar de su inmunidad política.[115]

- 29 de diciembre - Los ataques en Irak dirigidos principalmente a miembros de las fuerzas de seguridad mataron por lo menos a 16 personas el domingo, entre ellos a 3 oficiales de alto rango, dijeron oficiales médicos y de seguridad. Más temprano el domingo, un coche bomba explotó cerca de un retén del ejército en Mosul, matando a cuatro soldados más, entre ellos un oficial, mientras que una bomba en una carretera en la ciudad mató a un nió e hirió a tres personas. Los ataques contra los soldados se dirigieron a 5 oficiales de alto rango, incluyendo un comandante divisional, y 10 otros soldados que fueron asesinados durante una operación en contra de los militantes el 21 de diciembre. En Abu Ghraib, al oeste de Bagdad, hombres armados mataron a por lo menos cuatro militares anti-Al-Qaeda e hirieron a por lo menos tres personas en un punto de control el domingo.[116]

### 2014

#### Enero
- enero 2 - militantes de Al-Qaeda estaban el jueves en control de más de la mitad de la ciudad iraquí de Faluya y partes de Ramadi, dijo un oficial y un testigo. "La mitad de Faluya esta en manos de Estado Islámico, y la otra mitad está en control de los "miembros de tribu armados", un funcionario del ministerio del interior dijo a la agencia France-Presse. Un testigo en la ciudad al oeste de Bagdad dijo que los militantes habían establecido diferentes puntos de control, cada uno tripulado entre 6 y siete personas en el centro y sur de Faluya. "En Ramadi, es similar - algunas zonas están controladas por Estado Islámico y otras por otros miembros de la tribu", dijo el funcionario del Ministerio del Interior, en referencia a la capital de la Gobernación de Ambar, que se encuentra más al oeste. un periodista de la agencia France-Presse en Ramadi vio docenas de camiones con hombres fuertemente armados que circulaban al este de la ciudad, tocando canciones alabando al Estado Islámico. Los enfrentamientos estallaron en el área de Ramadi el lunes, mientras las fueras de seguridad derribaron el principal sitio de protesta Antigobierno Sunita, y continuaron por dos días más. En miércoles, militantes en la ciudad se enfrentaron esporádica mente contra las fueerzas de seguridad e incendiaron cuatro estaciones policíacas, pero los enfrentamientos siguieron hasta el jueves, un periodista de la Agence France Presse dijo. La violencia también se extendió a Faluya, donde la policía abandonó la mayoría de sus posiciones en miércoles y los militantes quemaron varias estaciones de policía, dijeron algunos oficiales. El ministro de Interior Nuri al Maliki dijo el martes que soldados iraquíes se apartarían de la Gobernación de Ambar pero esa decisión más tarde fue retirada. El jueves las fuerzas armadas permanecieron fuera de Ramadi.[117]

- enero 3 - militantes vinculados a Al-Qaeda avanzaron el viernes y ganaron terreno al tomar diferentes estaciones de policía en Faluya, dijo la policía a la Agence France-Presse. en la mañana, el Estado Islámico avanzaron a diferentes áreas en el centro de Ramadi y desplegaron francotiradores en una calle, dijo el capitán de la policía. Un coronel policial dijo que la armada había reentrado en áreas de Faluya, entre Ramadi y Bagdad, pero por lo menos un cuarto de ellos se había quedado bajo el grupo Estado Islámico. los soldados y miembros armados de la tribu llevaron a cabo el resto y también habían rodeado la ciudad, dijo. sin embargo, otro oficial de alto rango, un teniente coronel policial, dijo que mientras los soldados se habían desplegado alrededor de la ciudad aún tenían que entrar a Faluya.[118][119]

- enero 4 - el gobierno iraquí perdió el control de la ciudad de Faluya, que ahora estaba en manos de militantes ligados a Al-Qaeda, dijo un oficial de seguridad de la Gobernación de Ambar el sábado. Faluya esta bajo el control del Estado Islámico, dijo el oficial, refiriéndose al grupo de Al-Qaeda y de Estado Islámico.[120] Más temprano en viernes, más de 100 personas murieron cuando la policía y miembros de tribus iraquíes lucharon contra militantes ligados a Al-Qaeda, quienes habían tomado partes de ciudades en la Gobernación de Ambar, declarando uno de ellos un Estado islámico de Irak y el Levane.[121]

El mismo día, el ejército iraquí bombardeo la ciudad occidental de Faluya con bombas de mortero durante la noche en un intento de arrebatarle nuevamente el control a los militantes miembros de tribus Sunitas, matando al menos a ocho personas, dijeron oficiales y líderes tribales en sábado. Faluya ha sido retenida desde el lunes por los militantes ligados a Al-Qaeda y por combatientes tribales unidos a su oposición al primer ministro Nuri al Maliki, en un serio desafío a su autoridad chiita sobre la Gobernación de ámbar. Fuentes médicas en Faluya dijeron que otras 30 personas habían resultado heridas por los bombardeos del ejército.
- enero 5 - funcionarios informan de una nueva ola de atentados en Bagdad que dejaron al menos 20 personas muertas - la responsabilidad se atribuyó a los militantes que habían estado luchando contra fuerzas de seguridad iraquíes y contra tribus aliadas en el oeste del país. El mayor número de muertes ocurrió al norte de Bagdad, en el barrio chiita de Sha'ab, después que dos coches bomba estacionados explotaran simultáneamente cerca de un restaurante y una casa de té. Oficiales dijeron que esas explosiones mataron a 10 personas e hirieron a 26. Un coche bomba estacionado también explotó al este del distrito chiita de Sadr City, matando a cinco e hiriendo a 10. Otra bomba mató a tres civiles y lastimó a seis en un área comercial al centro del barrio Bab al-Muadham, mientras la policía reportó otras dos bombas que mataron a dos civiles e hirieron a otros 12. mientras oficiales médicos confirmaban las cifras de muertes, todos los oficiales hablaron de manera anónima, dado que no estaban autorizados para dar ninguna información.[123]

- enero 7 - Un ataque con misiles iraquíes en Ramadi mataron a 25 militantes.[124] también en el mismo día, hombres armados no identificados mataron a siete oficiales de policía, entre ellos un capitán, en un ataque contra un puesto de control al norte de la capital iraquí, Bagdad, según fuentes de seguridad y hospitalarias. El incidente mortal tomó lugar el martes en una carretera al norte de Samarra, dijeron las fuentes. Ningún grupo se ha atribuido la responsabilidad del ataque, pero los funcionarios de policía dijeron que los principales sospechosos son los militantes vinculados a Al-Qaeda[125]

- enero 8 - hombres armados atacaron una instalación militar al norte de la capital iraquí el miércoles, matando a 12 soldados e hiriendo a cuatro, dijeron un policía y un doctor. Los militantes irrumpieron en un edificio en el lugar en el área de Al-Adhim, entonces bombardeado. Los militantes que se oponen al gobierno iraquí con frecuencia dirigen sus acciones hacia miembros de las fuerzas de seguridad con los bombardeos y tiroteos.[126]

- enero 9 - un atacante suicida mató a 23 reclutas del ejército iraquí e hirió a 36 en Bagdad el jueves, dijeron funcionarios, en un ataque a los hombres voluntarios a unirse a la lucha del gobierno por acabar con los militantes vinculados a Al-Qaeda en la Gobernación de Ambar. el general de brigada Saad Maan, vocero del centro de operaciones de seguridad de Bagdad, dijo que el atacante se inmoló en medio de los reclutas en la pequeña base aérea de Muthenna, usada por el ejército en la capital. Maan puso la cifra de muertos de 22, pero los oficiales del ministerio de salud dijeron que los registros de la morgue mostraron que 23 habían muerto. ningún grupo reclamó la responsabilidad inmediatamente del ataque, que ocurrió un día después que el primer ministro Nuri al Maliki dijera que erradicaría el "mal" de al-Qaeda y sus aliados.[127]

- enero 12 - afuera de la estación de autobuses del centro de Bagdad, explotó un coche bomba que mató a por lo menos 9 personas e hiriendo a 16. Ningún grupo reclamó la responsabilidad inmediatamente por el ataque en la terminal de autobús Alawi al-Hilla.[128] También en domingo, el bombardeo dirigido a un oficial al norte de Irak afuera de su hogar al este de Sulaimaniyah, daño su vehículo pero dejó al oficial ileso.[129]

- enero 13 - el lunes cuatro coches bomba mataron al menos a 25 personas en los distritos chiitas de Bagdad, en la violencia que coincidió con una visita a la capital iraquí por el secretario general de la ONU Ban Ki-Moon. aunque ningún grupo ha reclamado la responsabilidad del ataque, los bombardeos parecen ser parte de una campaña implacable por militantes sunitas vinculados a Al Qaeda para socavar al gobierno chiita del primer ministro Nuri al Maliki.[130]

- enero 14 - El martes bombardeos y tiroteos mataron a por lo menos ocho personas dentro y alrededor de la capital iraquí, incluyendo a un juez. Hombres armados en un coche en marcha abrieron fuego contra el juez, matándolo a él y a su chofer, dijo la policía. Más tarde una bomba pegada a un minibus explotó en el barrio chiita de la ciudad Sadr, matando a tres pasajeros e hiriendo a ocho.[131]

- enero 15 - El miércoles ataques con bombas y tiroteos mataron a por lo menos 75 personas en Irak, dijeron fuentes policiales y hospitalarias, haciendo ese uno de los días más sangrientos en meses, pero las tropas recuperaron un pueblo al oeste de Bagdad.[132]

- enero 16 - Los cuerpos de 14 miembros de tribus sunitas se encontraron en palmerales al norte de Bagdad, un día después de que fueron secuestrados por hombres uniformados en vehículos de las fuerzas de seguridad, la policía iraquí y los médicos dijeron. Las víctimas, todos ellos de la tribu Albu Rawdas, habían sido secuestrados mientras asistían a un funeral en la ciudad de Tarmiya, a 25 kilómetros al norte de la capital.[133]

- enero 18 - Cinco atentados en Bagdad, incluyendo un ataque en un nuevo centro comercial ostentoso al oeste de la capital, mataron a 14 personas e hirieron a varias más. Las explosiones golpearon en los Barrios de Mansur, Nahda, Taubchi, Sarafiyah y Amriyah, todos a través de la capital.[134]

- enero 20 - Siete explosiones mataron a 26 personas e hirieron a 67 en la capital iraquí, dijeron la policía y los médicos, mientras las fuerzas armadas de seguridad se enfrentaron contra militantes sunitas alrededor de las ciudades del Oeste de Faluya y Ramadi.

ningún grupo ha reclamado la responsabilidad por el ataque. El mismo día, un oficial iraquí afirmó que combatientes de Estado Islámico se atrincheraron en una ciudad que se apoderí el mes pasado al oeste de Bagdad tienen suficientes armas pesadas para tomar la capital del país.
- enero 23 - Dos soldados y tres aspirantes a terroristas suicidas murieron y otros 18 soldados resultaron heridos en los violentos ataques separados en Irak Oriental y Cnetral. EL mismo día, las fuerzas de seguridad frustraron ataques coordinados antes del amanecer por parte de militantes de Estado Islámico en el oeste de la provincia de Diyala, cuando las tropas cayeron bajo el fuego de armas cerca de la ciudad capital provincial de Baquba, a unos 65 kilómetros al nordeste de Bagdad, lo que provocó un enfrentamiento feroz con los atacantes, matando a tres de ellos y apoderándose de tres de sus chalecos explosivos.[137]

- enero 24 - En la Gobernación de Ambar, las fuerzas armadas iraquíes se las arreglaron para matar a decenas de militantes del EILYL, ya que el ejército continua su lucha contra los terroristas. Según el ministerio de Defensa iraquí, las fuerzas aéreas realizaron ataques aéreos contra las bases militantes Takfiris en la provincia Occidental de Ambar y matando a militantes.[138]

- enero 25 - tres proyectiles de mortero cayeron en el pueblo principalmente poblado por musulmanes chiitas cerca de la ciudad iraquí de Baquba, matando a 6 personas.[139] El mismo día, el doble atentado mató a un soldado y toda su familia en su casa en la ciudad de Muqdadiyah a 90 kilómetros al norte de Bagdad.[140]

- enero 27 - por lo menos cuatro personas murieron y 14 resultaron heridas en la tarde, cuando casi simultáneamente tres coches bomba estallaron en el norte de Irak, en la ciudad de Kirkuk, a unos 250 kilómetros al norte de Bagdad. EL mismo día, la cabeza de un consejo de la ciudad y dos de los concejales fueron asesinados por hombres armados que atacaron su convoy cerca de la ciudad de Wajihiyah en el este de la provincia de Diyala; también en el suburbio de Rashdiyah al norte de Bagdad, hombres armados mataron a un exoficial del ejército de Sadam Huseín y su esposa.[141]

- enero 28 - Siete miembros de las fuerzas de seguridad iraquíes murieron durante un ataque armado al norte de Bagdad, el último día de una oleada que alimentó la violencia que el país, teme este retrocediendo en cuanto a su cese.[142]

- enero 29 - Por lo menos 13 personas murieron y otras 39 resultaron heridas en ataques violentos en la capital iraquí de Bagdad. Según la UNAMI en Irak en 2013 fueron asesinados un total de 8867 iraquíes, incluyendo a 7818 civiles y miembros de la policía.[143]

- enero 30 - Funcionarios de Seguridad dijeron que militantes irrumpieron en una oficina del ministerio de Derechos Humanos en Irak en el noreste de Bagdad, y tomaron un número de funcionarios como rehenes. el ataque fue montado por ocho personas.[144] Más tarde, las fuerzas de seguridad mataron a todos los atacantes y liberaron a los rehenes.[145]

#### Febrero
- 1 de febrero - Se informó de que en el mes de enero, como consecuencia de los ataques terroristas y otros actos de violencia en todo Irak han muerto un total de 1013 personas, entre ellas 795 civiles, 122 soldados y 96 policías.[146]

- 4 de febrero - Por lo menos 20 personas murieron y otras 68 resultaron heridas en ataques violentos en los alrededores de la capital iraquí de Bagdad. El ataque más mortífero ocurrió en el área de Abu dusher en el sur de Bagdad, cuando dos coches bombas explotaron, dejando a cuatro personas muertas y a otras 16 heridas.[147]

- 5 de febrero - Por lo menos 16 personas han muerto en una ola de atentados en la capital iraquí, Bagdad.[148] El mismo día, las autoridades iraquíes, dijeron que el número de muertes ha incrementado hasta 32 como consecuencia de dos ataques más en lugares concurridos de Bagdad. Nadie ha reclamado la responsabilidad del ataque, pero los ataques llevan el sello de los insurgentes ligados a Al-Qaeda que han estado luchando contra el gobierno.[149]

## Bajas

### Descripción general

#### Número de muertos iraquíes
Un grupo independiente de Reino Unido/EE.UU, el Proyecto Iraq Body Count, compila muertes de civiles iraquíes registradas a causa de la violencia durante la guerra de Irak, incluyendo aquellas causadas directamente por la acción militar de la coalición, la insurgencia iraquí, y los resultantes de los excesos de delito. El IBC sostiene que la autoridad ocupante tiene la responsabilidad de tratar de prevenir estas muertes en el derecho internacional. Se muestra un rango de entre por lo menos 112,804 y 123,437 muertes de civiles en el conflicto hasta el 19 de abril del 2013.
Los siguientes son los reportes anuales del Proyecto IBC de muertes de civiles, desglosadas mes por mes desde el inicio del 2003 hasta la retirada de los Estados Unidos en diciembre de 2011. Los números están actualizados hasta el 31 de mayo del 2013:
| Año  | Mes  | Mes  | Mes  | Mes   | Mes  | Mes  | Mes  | Mes  | Mes  | Mes  | Mes  | Mes  | Total  |
| Año  | Ene  | Feb  | Mar  | Abr   | May  | Jun  | Jul  | Ago  | Sep  | Oct  | Nov  | Dic  | Total  |
| ---- | ---- | ---- | ---- | ----- | ---- | ---- | ---- | ---- | ---- | ---- | ---- | ---- | ------ |
| 2003 | 3    | 2    | 3977 | 3437  | 547  | 599  | 651  | 796  | 561  | 520  | 488  | 528  | 12,109 |
| 2004 | 597  | 652  | 992  | 1,306 | 657  | 898  | 816  | 863  | 1029 | 1012 | 1631 | 1080 | 11,533 |
| 2005 | 1177 | 1268 | 854  | 1114  | 1323 | 1297 | 1520 | 2261 | 1414 | 1294 | 1461 | 1134 | 16,117 |
| 2006 | 1543 | 1565 | 1935 | 1767  | 2249 | 2541 | 3266 | 2818 | 2535 | 2961 | 3024 | 2824 | 29,028 |
| 2007 | 2925 | 2590 | 2676 | 2486  | 2799 | 2168 | 2659 | 2400 | 1292 | 1246 | 1086 | 963  | 25,290 |
| 2008 | 817  | 1036 | 1613 | 1262  | 792  | 696  | 609  | 614  | 557  | 547  | 520  | 575  | 9,638  |
| 2009 | 350  | 389  | 426  | 510   | 386  | 498  | 407  | 614  | 332  | 434  | 226  | 475  | 5,047  |
| 2010 | 263  | 304  | 336  | 385   | 387  | 385  | 443  | 516  | 254  | 312  | 307  | 217  | 4,109  |
| 2011 | 389  | 252  | 311  | 289   | 381  | 386  | 308  | 401  | 397  | 366  | 279  | --   | --     |

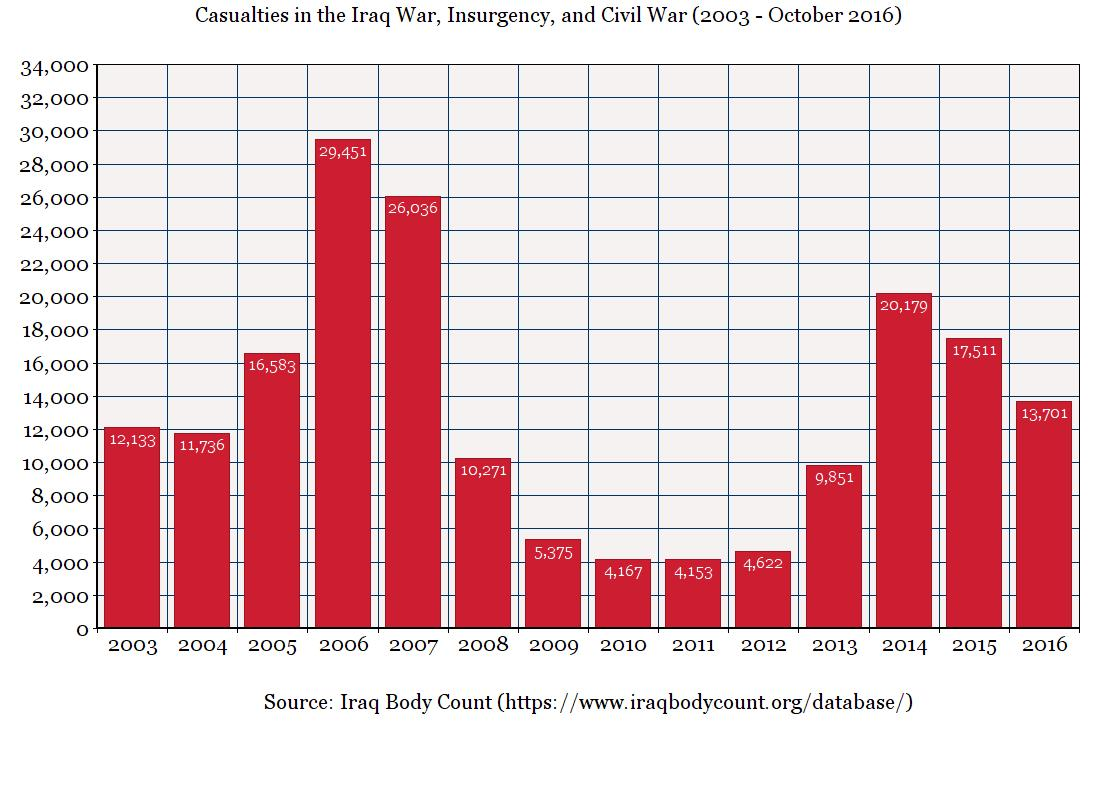
Número de bajas anuales en Irak de acuerdo a la base de datos del IBC

Los siguientes son las muertes civiles mensuales totales de acuerdo al IBC, desde la retirada de Estados Unidos en diciembre de 2011 en adelante.
| Año  | Mes   | Mes | Mes | Mes | Mes | Mes | Mes  | Mes | Mes  | Mes  | Mes | Mes | Total |
| Año  | Ene   | Feb | Mar | Abr | May | Jun | Jul  | Ago | Sep  | Oct  | Nov | Dic | Total |
| ---- | ----- | --- | --- | --- | --- | --- | ---- | --- | ---- | ---- | --- | --- | ----- |
| 2011 |       |     |     |     |     |     |      |     |      |      |     | 388 | 4,147 |
| 2012 | 524   | 356 | 377 | 392 | 304 | 529 | 469  | 422 | 396  | 290  | 239 | 275 | 4,573 |
| 2013 | 357   | 360 | 403 | 545 | 888 | 659 | 1145 | 915 | 1220 | 1095 | 903 | 983 | 9,475 |
| 2014 | 1,076 |     |     |     |     |     |      |     |      |      |     |     | 1,076 |

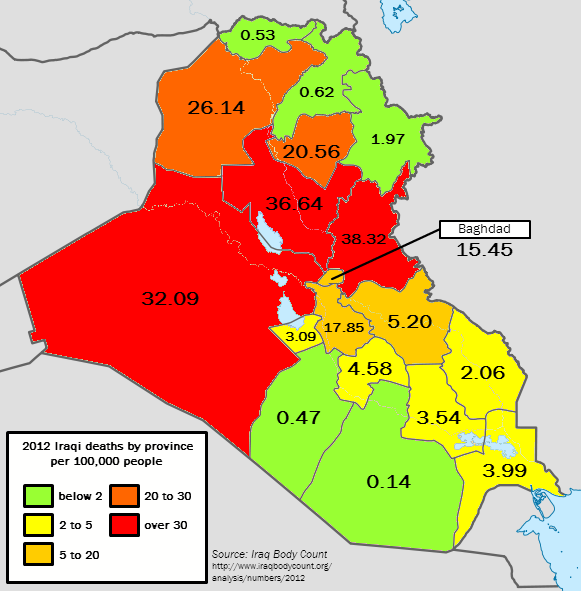
Muertes iraquíes por provincia en 2012, por cada 100,000 habitantes

Las cifras incluyen a civiles, así como a los miembros de las fuerzas del ejército y de la policía iraquí. EL IBC hace un control constante sobre todos sus informes, y pública actualizaciones semanales a su tabla de bajas mensuales. En consecuencia, las cifras de los últimos meses en la tabla de arriba siempre deben ser considerados como preliminares y serán marcados en cursiva hasta que sea confirmado por el IBC.

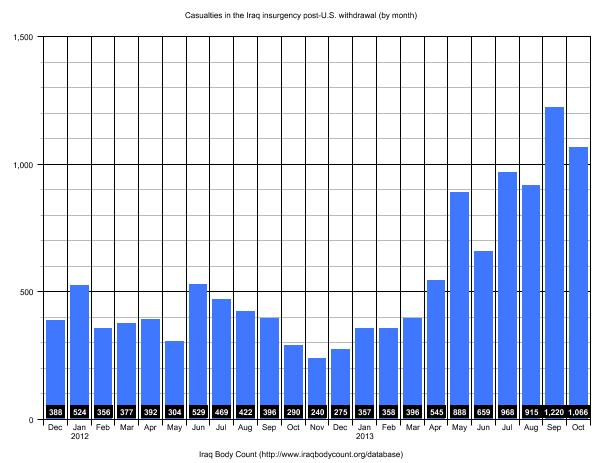
Mes a mes las bajas después de la retirada de los EE.UU (de acuerdo a la base de datos del IBC)

#### Cifras del gobierno iraquí
El gobierno iraquí lanza sus propias cifras, por lo general en el primer día de cada mes. Estos casi siempre son significativamente más bajos que otras estimaciones e incluso a menudo se contradicen con los informes de prensa, lo que lleva a un aparente "sub registro" de las cifras de las víctimas. la mayoría de las agencias de noticias aún deben informar sobre estos, aunque JustPolicy.org tiene una estimación actual basada en el estudio Lancet con la tasa de crecimiento derivado del Iraq Body Count.
| Año  | Mes   | Mes | Mes | Mes | Mes | Mes | Mes | Mes | Mes | Mes | Mes | Mes | Total |
| Año  | Ene   | Feb | Mar | Abr | May | Jun | Jul | Ago | Sep | Oct | Nov | Dic | Total |
| ---- | ----- | --- | --- | --- | --- | --- | --- | --- | --- | --- | --- | --- | ----- |
| 2011 |       |     |     |     |     |     |     |     |     |     |     | 155 | 155   |
| 2012 | 151   | 150 | 112 | 126 | 132 | 131 | 325 | 164 | 365 | 144 | 166 | 208 | 2,174 |
| 2013 | 177   | 136 | 163 | 205 | 630 | 240 | 921 | 356 | 885 | 964 | 948 | 897 | 6,522 |
| 2014 | 1,013 |     |     |     |     |     |     |     |     |     |     |     | 1,013 |

El gobierno iraquí también compila el número de heridos de estas tres categorías, así como el número de insurgentes muertos y capturados. Desde principios de diciembre de 2011 hasta finales de enero de 2014, al menos 16,580 iraquíes han resultado heridos de acuerdo con estos informes, incluidos 2,439 policías y 1,997 miembros del ejército iraquí. Durante el mismo periodo, 1,108 insurgentes murieron, mientras que un total de 3,962 sospechosos fueron detenidos.
Un recuento actualizado de todas las figuras se puede encontrar en Google Docs, cortesía de la Agence France-Presse. Las cifras incluyen a civiles, así como miembros del Ejército Iraquí y las fuerzas policiales.

### Mes por mes

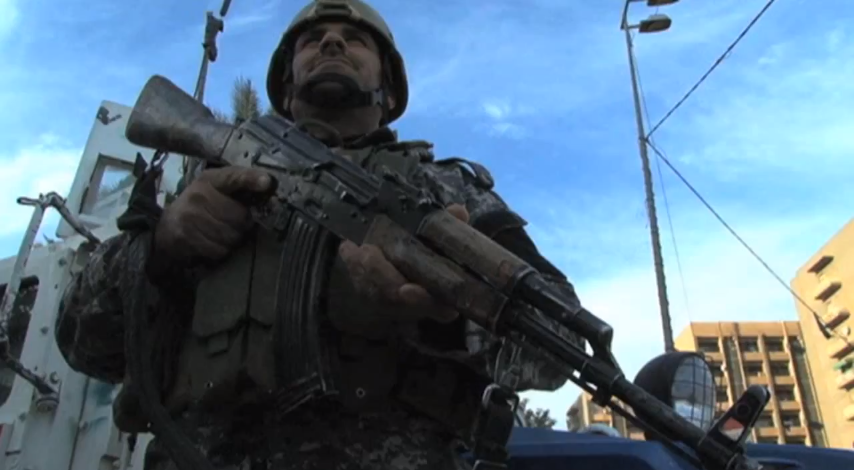
Soldado iraquí haciendo guardia en Bagdad, 26 de diciembre de 2011

- En esta sección se incluye tanto la AFP y las esimaciones del gobierno iraquí, y como tal, está pensado como un complemento de las tablas anteriores.

Varias docenas murieron dentro de los primeros días después de la retirada de EE. UU. el 18 de diciembre de 2011. Por lo menos 337 muertes fueron causadas por la ola de violencia durante el periodo del 20 al 26 de diciembre. Alrededor de 200 personas murieron en enero. De acuerdo con el canal Al-Arabiya reclamando víctimas mortales de al menos 151 personas. el número de muertes iraquíes según el IBC fue de 451 en enero, incluyendo a los heridos. En febrero, la cifra de muertos en Irak llegó a 278 según IBC. 74 personas murieron entre marzon 1 y 8, según IBC y un total de 112 murieron en Irak en marzo, de acuerdo con cifras del gobierno. Por lo menos 126 iraquíes murieron en abril, mientras que 132 murieron en la violencia sectaria en mayo de 2012. June marked a significant spike in violence, with a major attack occurring on average every three days. por lo menos 237 personas murieron durante el mes, con un adicional de 603 personas que resultaron heridas.
julio de 2012 fue el mes más mortífero en Irak desde agosto de 2010, con 235 muertes; siendo 241 civiles, 40 policías, y 44 soldados. El mes también sufrió a 697 personas siendo heridas por violencia; 480 civiles, 122 policías y 95 soldados. El alza en la violencia fue relacionada con los insurgentes sunitas tratando de combatir el gobierno de inclinación chiita. De acuerdo a cifras del gobierno, por lo menos 164 iraquíes fueron asesinado durante agosto de 2012 - 90 civiles, 39 soldados y 35 policías, mientras otros 260 resultaron heridos. septiembre fue particularmente un mes violente, con los reportes del gobierno reportando al menos 365 muertes (182 civiles, 95 soldados y 88 policías) y 683 personas heridas (453 civiles, 120 soldados y 110 policías). las cifras de fatalidades del gobierno mostraron que para el mes de octubre un total de 144 personas fueron asesinadas (88 civiles, 92 policías y 62 soldados). Por lo menos 166 personas fueron asesinadas en todo Irak en noviembre de 2012 de acuerdo a las cifras del gobierno, y 208 murieron en diciembre, incluyendo a 55 policías y 28 soldados. Durante enero de 2013, por lo menos 246 personas fueron asesinadas en todo el país (entre ellos 30 policías y 18 soldados), mientras que otros 735 fueron heridas. Cifras del gobierno se mantuvieron bajas en febrero de 2013, con un total de 136 personas asesinadas (88 civiles, 22 soldados y 26 oficiales de policía) y 228 heridos. Hubo un ligero incremento en marzo, cuando, de acuerdo a las fuentes del gobierno, 163 resultaron asesinados y 256 heridos a nivel nacional, aunque los oficiales en Bagdad dijeron que esas cifras no incluyen las cifras en las regiones de Kurda.
de acuerdo con cifras dadas a conocer por la Misión de Asistencia de las Naciones Unidas para Irak (UNAMI por sus siglas en inglés) abril de 2013 fue el mes más mortífero en Irak en más de cinco años, con un total de 712 personas que murieron y 1,633 resultaron heridas en actos de terrorismo y violencia. las condiciones continuaron deteriorándose en mayo, cuando la UNAMI informó de un total de 1,045 iraquíes que murieron y otros 2,397 resultando heridos en actos de terrorismo y violencia, siendo este uno de los meses más mortales en la historia. Las cifras incluyen a 963 civiles y 181 policías muertos, mientras que 2,191 civiles y 359 policías resultaron también heridos. un adicional de 82 miembros de las fuerzas de seguridad iraquíes murieron y 206 más resultaron heridas.

### Otras investigaciones
Naciones Unidas mantiene sus propias estadísticas sobre víctimas, y de acuerdo con sus informes, hasta el final de junio de 2101 iraquíes habían muerto en ataques violentos en 2012, comparado con los 1832 de la primera mitad del 2011.